# MG SA
La MG SA, chiamata anche MG 2-litre, è un'autovettura prodotta dalla casa automobilistica Morris Garages dal 1936 al 1939.

## Descrizione
Con il nome codice EX150, venne lanciata inizialmente come 2-litre, divenne nota solo in seguito come SA. L'auto era stata originariamente progettata come berlina per rivaleggiare con le SS Cars (in seguito conosciute come Jaguar) e le Bentley. 
Quando la vettura era già in fase di sviluppo ed era già stato prodotto un prototipo, con la fusione della MG e la Morris Motors nel 1935, lo sviluppo si interruppe. Il progetto di Cowley in seguito riprese di nuovo a svilupparsi, ma la vettura era diversa e dal lato tecnico era più conservatrice.
La SA utilizzava una versione modificata del motore Morris QPHG a sei cilindri da 2062 cm³, che condivideva con la Wolseley Super Six ma con cilindrata incrementata a 2288 cm³. Il propulsore fu nuovamente modificato nella cubatura, che venne aumentata a 2322 cm³  nel 1937. Questa unità occupava molto spazio in altezza, e, per avere una linea del cofano più bassa possibile, i doppi carburatori SU erano montati orizzontalmente. La trasmissione era affidata ad un cambio manuale a quattro velocità con solo i due rapporti superiori terza e quarta marcia sincronizzati. Furono montate ruote metalliche e quattro freni a tamburo azionati idraulicamente utilizzando un impianto Lockheed.
La carrozzeria della berlina, l'unica opzione disponibile al momento del lancio dell'auto, venne prodotta internamente dalla Morris ed era  a quattro porte con la tradizionale griglia MG affiancata da due grandi fari cromati. La ruota di scorta venne montata sora il cofano posteriore. All'interno c'erano due sedili singoli per i posti anteriori e una panca nella parte posteriore, tutti rivesti in pelle. Negli interni era stato fatto largo uso di legno noce per rivestire il cruscotto e altri elementi decorativi. Inoltre era disponibile come optional una radio della Philco per 18  Ghinea.